# 钱化佛
钱化佛（1884年10月30日—1964年）原名钱苏汉，号玉斋，别号化佛，江苏常州人，海派京剧丑角，电影及话剧演员暨画家。

## 生平
钱苏汉生于常州郊区，自幼喜刀枪，常随父辈看京剧，逐渐对京剧产生兴趣。18岁时，随父亲钱怀芝来到上海，入教会学校竟存公学。课余，钱苏汉在住所附近的观盛里，和京剧票友组织“韵天集”票房，每人每年缴2元会费，每到晚上，票友满座。当时，居住在观盛里的京剧演员赵如泉、王益芳、艺名四盏灯和十四盏灯的演员，以及童伶盖叫天，经常到票房清唱。定居上海后，钱苏汉自号玉斋，别号化佛。
1911年武昌起义爆发，钱化佛加入上海商团义勇队，随京剧演员潘月樵攻克清军防守的江南制造局。随后，又任沪军先锋队三中队司务长，率领六十多人，配合联军攻占南京紫金山的清军据点天堡城。钱化佛等二十四勇士受特奖，获孙中山接见。当时，中国同盟会中部总会机关报《民立报》刊登了二十四勇士的名单。
1913年二次革命期间，钱化佛见军阀混战，乃功成身退，靠演戏为生。
李叔同、马绛士、吴我尊、陆镜若（常州人）等在日本成立“春柳社”，演出新剧，后来移师上海。袁世凯称帝时，钱化佛投身新剧界，加入了陆镜若、郑正秋、欧阳予倩、徐卓呆等成立的“新剧同志会”。当时，剧中人物全部由男角扮演，人称“文明戏”。
春柳社演出的新剧《黑奴魂》在上海引起热烈反响，钱化佛饰黑奴。民鸣社在上海三马路大新街（今湖北路）演出《西太后》，钱化佛饰荣禄，“汇缘谄媚，神态毕肖”，人送绰号“活荣禄”。
民国五年（1916年）9月14日晚，钱化佛在民鸣社和凌怜影、钟笑吾、沈映霞、张啸天、傅秋声等人合作演出《碧玉簪》。民国五年（1916年）9月11日上海《民国日报》刊登了该剧的戏码广告。
后来，钱化佛又入民兴社，出演《原来是你》、《上海之黑幕》，同时还加入上海广西路中汕头路口的笑舞台，和欧阳予倩、顾无为、凌怜影等人共同演出《宗社党》、《风流都督》；和汪优游、欧阳予倩、王无恐、李悲世等人共同演出《空谷兰》；和冯春航等人共同演出《万象更新》，和汪子诚等人共同演出演《朱砂痣》、《拾黄金》。钱化佛曾赴剧场客串演出，在《大闹龙舟》中的一场杂耍中首创了《江北空城计》，后来改编为独脚戏《夜未央》，钱化佛由此成为独脚戏的创始人。
钱化佛参加了“盛世之音”、“天籁集”等票房，获知名京剧演员赵如泉、盖叫天等指点。后经七盏灯（毛韵珂）介绍，在大舞台和赵如泉、小达子（李少春的父亲，李宝春的祖父）搭班演出《狸猫换太子》，小达子饰包公，钱化佛饰包兴。钱化佛唱了十余年京剧，成为票友下海的知名丑角。时人赞他：“扮演古今人物无不形容毕肖，声吻宛然，洵神乎其技矣。”孙中山观剧之后，称赞钱化佛为“化佛剧家”，并亲书“作如是观”横额赠与钱化佛。
1920年代，钱化佛转入电影界，相继在亚细亚影戏公司、天一影片公司拍无声滑稽片，钱化佛饰主角。钱化佛还将新剧搬上电影银幕。他成了中国第一代电影明星。
1928年11月1日，中华国货展览会在上海开幕，会址设于南市国货路新普育堂，展览期限为两个月，每天的参观者多达三万人。后来，上海收藏家管康林回忆称：“展览期间安排精彩的游艺活动，名伶梅兰芳、程砚秋登台献艺，钱化佛、徐卓呆与我胞兄管文林等也参加演出。”
钱化佛擅长人物绘画，尤以善画佛像著称。中华人民共和国成立后，钱化佛获聘为上海市文史研究馆馆员。1964年，钱化佛逝世。
钱化佛诞生110周年（1994年）、115周年（1999年）时，常州市收藏协会分别召开会议纪念并印制纪念封；钱化佛的照片和演出广告也在1990年代被征集到。

## 著作
- 《中国名人画册》
- 《化佛画存》
- 《化佛造像》
- 《化佛集》
- 与郑逸梅合著《三十年来之上海》[1]